# Keisuke Tsuboi
Keisuke Tsuboi (jap. 坪井 慶介, Tsuboi Keisuke; * 16. September 1979 in der Präfektur Tokio) ist ein japanischer Fußballspieler.

## Karriere

### Verein
Tsuboi begann seine Karriere 2002 als Verteidiger bei den Urawa Red Diamonds, für die er immer noch spielt. Tsuboi startete erst im Alter von 23 seine Profi-Laufbahn, da er erst seinen Universitätsabschluss machen wollte. Er ist eine feste Größe in der Abwehr der Reds und ein aufkommender Stern in der japanischen Nationalmannschaft. Herausragend ist, dass Tsuboi in seiner ersten Profi-Saison in 30 Spielen keine einzige gelbe Karte erhielt.
2002 wurde er zum J. League Best Young Player gewählt und erhielt dazu den Fair Play Award der J. League. 2003 wurde er in die Best XI gewählt (Die Mannschaft der Besten Spieler der abgelaufenen Saison). Für die Urawa Reds absolvierte er bislang 101 Ligaspiele (1 Tor) (Stand: Saisonende 2005). 2004 und 2005 wurde er jeweils Vize-Meister mit den Reds. Am Neujahrstag 2006 konnte er mit den Reds den japanischen Kaiserpokal holen.

### Nationalmannschaft
Seit Ende 2002 spielt er für die japanische Nationalmannschaft, jedoch kam er erst 2003 gegen Paraguay zu seinem ersten Länderspieleinsatz. Tsuboi war im Aufgebot des Konföderationen-Pokal 2003 und des Konföderationen-Pokal 2005. 2003 absolvierte er dort alle Spiele, doch 2005 saß er nur auf der Bank. Bei der Fußball-Weltmeisterschaft 2006 in Deutschland stand Tsuboi ebenfalls im japanischen Team und ersetzte den verletzten Makoto Tanaka auf dessen Position. Er bestritt zwei WM-Spiele (gegen Australien und Brasilien).
Seit 2002 bestritt er 40 Länderspiele.
Teilnahme an:
- Konföderationen-Pokal 2003
- Konföderationen-Pokal 2005
- Fußball-Weltmeisterschaft 2006

## Auszeichnungen
- J.League Best Young Player: 2002